# 马大谋
马大谋（1933年8月—），陕西彬县人，中华人民共和国政治人物。
毕业于西北工学院石油系，后担任民革中央常委、陕西省委员会主任委员，陕西省人大常委会副主任。